# Lente multifocal

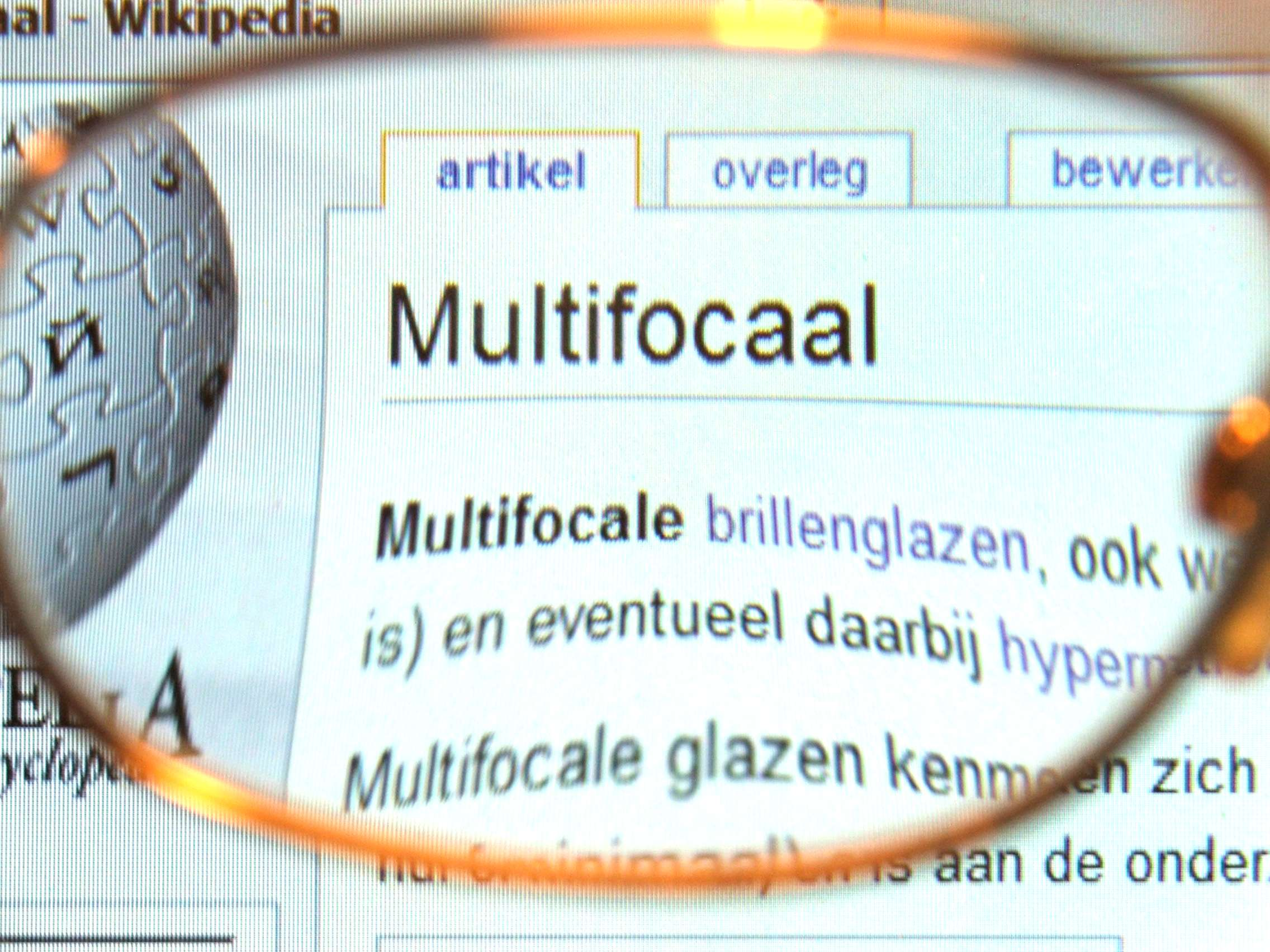
Representação de uma lente multifocal

Lentes multifocais, também conhecidas como progressivas, são uma classificação de lentes para óculos. Recebem esse nome porque têm múltiplos focos, auxiliando pacientes que tem problemas como presbiopia, especialmente quando associada a outra ametropia, como miopia e hipermetropia.

## Sintomas da presbiopia
A presbiopia consiste no enrijecimento dos músculos que movimentam o cristalino, a lente natural dos olhos, e consequente dificuldade em focalizar objetos a uma distância próxima, principalmente em situações com pouca luz. É uma doença muito comum a partir dos 40 anos de idade e deve atingir todas as pessoas, em diferentes graus, a partir dos 50 anos.

## Como funciona a lente multifocal
As lentes multifocais atuam na correção destas distorções, criando diferentes campos de visão. Diferentemente das lentes bifocais, as multifocais apresentam três campos de visão: o de cima focaliza distâncias maiores, o do meio, distâncias intermediárias e o de baixo é para a visão mais próxima. Dessa forma, as lentes evitam sobressaltos entre curtas e longas distâncias, o que acontece com as lentes bifocais.
No entanto, para acomodar as três visões confortavelmente, ou seja, sem que o usuário precise movimentar a cabeça, a armação precisa ter uma altura mínima, por isso armações muito pequenas não são indicadas para usuários de lentes multifocais. 
Todas as lentes multifocais apresentam distorções nas laterais, independente de marcas ou modelos – o que vai variar é o tamanho destas regiões de distorção.  A área útil da lente, em que o paciente consegue enxergar as três distâncias, fica no centro e é chamada de corredor visual. 
Quanto maior esse corredor, mais fácil será a adaptação do paciente. Algumas fabricantes, como a alemã Zeiss produzem lentes com diversos tamanhos de zonas de distorção, proporcionando que o usuário escolha a que melhor se encaixa às suas necessidades.  

## Fabricação das lentes
As lentes multifocais costumam ser feitas com materiais orgânicos, como policarbonato. Em relação à forma de produção, elas podem ser semiacabadas ou personalizadas. A principal diferença entre elas é que as semiacabadas não conseguem se adequar às medidas exatas do paciente, trabalhando por aproximação. 
Elas são fabricadas com o uso de moldes fundidos e são, posteriormente, lixadas e polidas para conseguir as curvaturas necessárias para corrigir a visão, tanto para perto quanto para longe. Por isso, elas já saem de fábrica com o corredor de visão pré-determinado e não conseguem ser alteradas de acordo com as medidas do paciente.  
Já as lentes personalizadas, que utilizam a chamada tecnologia free form, podem ser totalmente customizadas para o usuário. Isso acontece porque não há o uso de moldes: as máquinas conseguem produzir lentes em qualquer formato, pelo sistema de injeção, exatamente de acordo com as medidas obtidas na medição do paciente, em um processo chamado centralização da pupila.

## Problemas de adaptação
Devido à transição entre os campos visuais e zonas de distorção, fica mais fácil enxergar pelo ângulo errado, o que pode gerar dificuldade de adaptação. Entre os transtornos que podem surgir para o paciente estão náuseas, tonturas, dores de cabeça, dificuldade para enxergar e problemas na noção de distância. A adaptação a este tipo de lentes varia de pessoa para pessoa, mas pode durar até 3 semanas.
Embora tais sintomas possam acontecer a princípio, a persistência desta condição sem melhora por um longo período pode indicar uma falha na centralização das pupilas na lente, o que é fundamental para garantir a visão mais nítida possível. Erros neste processo são responsáveis por reduzir a eficácia das lentes em 40 por cento. Neste caso, as lentes podem precisar de ajustes ou até a troca. 

## Potencialização do uso
Para evitar problemas, o ideal é que as lentes sejam o personalizadas ao máximo, levando em conta as medidas do paciente e de seus óculos. Algumas fabricantes, como a alemã Rodenstock, oferecem variados níveis de personalização, levando em conta inclusive o estilo de vida do usuário para otimizar as lentes de acordo com a zona de visão que ele mais utiliza em suas tarefas.
Também é interessante acrescentar alguns tratamentos adicionais às lentes multifocais para aumentar seu desempenho, como filtros antirreflexo e antisujeira.
Uma vez que as lentes estejam corretas, é importante que o paciente utilize os óculos pelo maior tempo possível, para que se acostume mais rápido.  No início, podem ocorrer as distorções, e é também  indicado o uso preferencialmente em ambientes conhecidos, para evitar acidentes.
As lentes multifocais, assim como qualquer lente ocular,  podem ser prescritas por médicos oftalmologistas e por Optometristas, que avaliarão as necessidades de cada paciente através de exames . 
Também não é recomendado o uso de lentes de qualidade duvidosa ou sem garantia de procedência, pois seu uso equivocado pode prejudicar a saúde. 
Uma opção para verificar a procedência das lentes é conferir itens como o certificado de garantia da fabricante. Algumas marcas também incluem outras características, como o tradicional R gravado nas lentes Rodenstock, que asseguram a autenticidade de suas lentes.
{{Https://www.rodenstock.com/br/pt/index.html}}